# Yarrow Shipbuilders
Gli stabilimenti Yarrow Shipbuilders Limited (YSL), più conosciuti come Yarrow, furono degli importanti cantieri navali britannici che ora fanno parte della BAE Systems.
I cantieri sono localizzati nel Regno Unito sul fiume Clyde, a Glasgow, Scozia.

## Storia
L'impresa è stata fondata da Alfred Yarrow negli anni sessanta del XIX secolo con la denominazione Yarrow & Company Limited.
Originariamente gli stabilimenti vennero impiantati nell'Isle of Dogs (in inglese Isle of Dogs) che, a dispetto del nome, è una penisola nell'East End di Londra, circondata su tre lati est, sud e ovest dal Tamigi; in questo cantiere vennero realizzate centinaia di navi a vapore compreso imbarcazioni fluviali e lacustri e varie commesse vennero ricevute dalla Royal Navy.
A causa degli elevati costi di gestione e dell'elevato costo della manodopera nel 1906 gli stabilimenti vennero trasferiti a Glasgow e il cantiere londinese venne chiuso nel 1908.
L'impresa divenne una delle prime al mondo nella costruzione di navi militari negli anni precedenti la prima guerra mondiale, sia per la Royal Navy che per committenti esteri. L'azienda costruiva anche caldaie a vapore e una delle caldaie prodotte era conosciuta come caldaia tipo Yarrow.
Nel 1977 l'azienda venne nazionalizzata dal governo laburista di James Callaghan e assorbita insieme ad altre imprese che operavano nel settore della cantieristica quali Cammell Laird e Vickers Shipbuilding and Engineering, dalla Public company British Shipbuilders.
Negli anni ottanta da parte del governo conservatore di Margaret Thatcher venne avviato un programma di privatizzazione e i cantieri Yarrow furono tra i primi ad essere venduti e nel 1985 vennero acquistati dalla GEC, divisione della Marconi Electronic Systems, società che nel 1999 è stata venduta a British Aerospace per formare BAE Systems.